# Paris-Rouen 1869
La 1re édition de la course cycliste Paris-Rouen a eu lieu le 7 novembre 1869. Organisée par le journal Le Vélocipède illustré, avec le soutien de la Compagnie parisienne des vélocipèdes, elle est considérée comme la première course cycliste d'endurance de ville à ville.

## Présentation de la course

### Contexte de création de l'épreuve
Jusqu'en 1867, la pratique du vélocipède est avant tout considérée comme une activité de loisir.
Le 31 mai 1868, à l'initiative de la Compagnie parisienne des vélocipèdes, le principal fabriquant français de vélocipèdes, et avec l'accord de l'empereur Napoléon III, un concours de vitesse est organisé dans le parc de Saint-Cloud, sur une distance de 1 200 mètres. Rassemblant dix concurrents, elle est remportée par le coureur britannique James Moore. Dès lors, les compétitions se multiplient en France, mais aussi en Angleterre, en Belgique, en Italie et en Moravie. Elles consistent alors en une série de courses disputées sur de courtes distances, allant de 1000 à 2 600 mètres. Plusieurs associations de pratiquants se créent, dans le sillage du Véloce Club de Paris, au point que la France compte deux-cents de ces sociétés au milieu de l'année 1869. En parallèle, la presse spécialisée se développe avec la création du Vélocipède, un bimensuel édité à Grenoble par Louis Fillet à partir du 1er mars 1869, auquel succède un autre bimensuel, Le Vélocipède illustré, fondé à Paris le 1er avril 1869 par Richard Lesclide,.
Dans son édition du 30 septembre 1869, ce dernier annonce la création d'une course de fond reliant Paris à Rouen avec le soutien de la Compagnie parisienne. L'objectif affiché par la rédaction est de « démontrer que le bicycle autorise à parcourir des distances considérables avec une fatigue incomparablement moins grande que celle résultant de la marche ».

### Parcours et règlement
Le règlement de la course est publié dans l'édition du 20 octobre. Il en fixe la date au dimanche 7 novembre suivant, ainsi que le parcours. Aux termes du règlement, « tous les vélocemen de France et de l'étranger sont invités à prendre part » ; de plus, « tous les vélocipèdes, tous les engins mécaniques mus par la force de l'homme, soit par son poids soit par l'action des pieds et des mains : monocycles, bicycles, tricycles, quadricycles ou polycycles, sont admis au concours ». Pour autant, l'organisateur stipule que les participants doivent être seuls pour diriger leur machine et qu'il leur est interdit d'en changer pendant la course. Les réparations, de même que la marche à pied à côté du « véloce », sont autorisés, à condition que le participant ne reçoive aucune aide de quelque sorte, sous peine d'exclusion. Le ravitaillement, à la charge des coureurs, est lui aussi autorisé.
Le parcours annoncé le 20 octobre prévoit un départ depuis la place de l'Étoile à Paris, tandis que l'arrivée est jugée devant le bureau d'octroi de la ville de Rouen, pour une distance approximative de 135 kilomètres. Par ailleurs, quatre points de contrôle sont établis à Saint-Germain-en-Laye, Mantes-la-Jolie, Vernon et Louviers. Les organisateurs de l'épreuve modifient cependant l'itinéraire dans les jours qui précèdent la course en déplaçant le dernier point de contrôle sur la commune de Pont-de-l'Arche, au détriment de Louviers, ce qui ramène la distance totale à seulement 123 kilomètres. De même, il est décidé de changer les points de contrôle fixés par le règlement, et sans en avertir les coureurs, afin de réduire les possibilités de fraude.

### Coureurs engagés
Les inscriptions, gratuites, sont ouvertes aux coureurs français et internationaux. Seul le retour à Paris par le train est à la charge des participants. La liste complète des 202 engagés, dont 79 auprès de la Compagnie parisienne et 123 auprès du Vélocipède illustré, est publiée dans le journal organisateur le matin même de la course. Bien qu'ils doivent faire parvenir aux organisateurs leur identité complète, les coureurs ont la possibilité de s'inscrire sous un nom d'emprunt ou sous le couvert d'initiales. Cette précaution permet de garantir la présence de coureurs souhaitant cacher leur engagement au public, à une époque où la pratique vélocipédiste suscite encore des railleries.
Seuls dix coureurs étrangers font parvenir leur inscription (six britanniques, trois belges et un allemand), de même que six femmes, bien que la compétition soit mixte. Par ailleurs, la course est ouverte aussi bien aux amateurs qu'aux coureurs professionnels, mais ces derniers font figure de favoris, à l'image de Bobillier, Castéra, Pascaud ou encore Cantellauve.

### Prix et récompenses
La distribution des prix et des médailles est prévue à Paris le 14 novembre suivant, au manège de la Compagnie parisienne des vélocipèdes. Cinq prix sont attribuées par cette dernière aux cinq premiers concurrents classés. Une somme de 1 000 francs est offerte au vainqueur, tandis que le deuxième reçoit un vélocipède à double suspension. Le troisième reçoit une médaille d'or, le quatrième une médaille de vermeil et le cinquième une médaille d'argent. 
Par ailleurs, une médaille commémorative en bronze numérotée est offerte à tous les participants qui effectuent le parcours en moins de vingt-quatre heures, délai accordé par l'organisateur de l'épreuve.

## Déroulement de la course

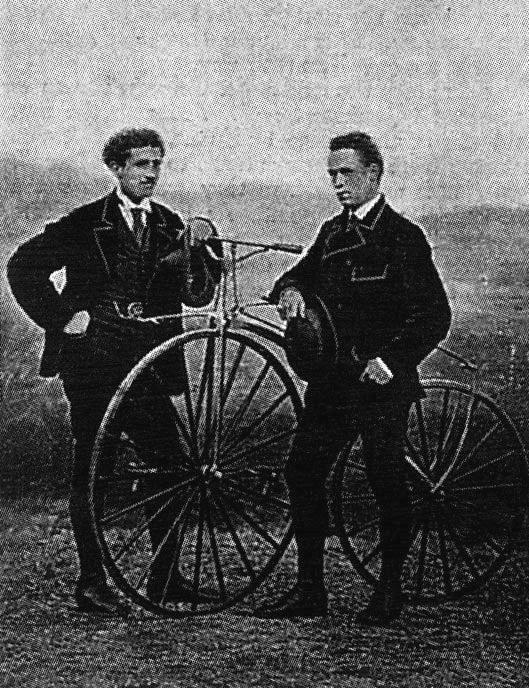
James Moore (à gauche) et André Castéra, 1er et 2e de la course.

Tous les coureurs admis doivent se présenter le matin de la course au siège de la Compagnie parisienne, situé avenue Bugeaud à Paris, où une carte de parcours à faire viser lors de chaque point de contrôle leur est remise. Mais sur les 202 coureurs officiellement inscrits, seuls 120 concurrents prennent le départ de la course.
Un incident se produit lors du départ : à 7 h 15, et alors qu'ils s'échauffaient, un groupe de quarante à cinquante coureurs, portés par les encouragements du public, s'élance vers l'avenue de Neuilly, pensant que le départ avait été donné. D'autres concurrents s'informent auprès des organisateurs qui leur demandent de se rassembler devant l'Arc de triomphe car certains inscrits n'ont pas encore rejoint la ligne de départ. Malgré les protestations des coureurs restés sur place, la direction de course refuse d'exclure les engagés du premier départ, considérant qu'ils sont de bonne foi et se sont simplement laissés entraîner. Mais dans la mesure où il est impossible de les rattraper, il est finalement convenu de donner un deuxième départ trente minutes après le premier, tout en accordant aux coureurs du second groupe une demi-heure d'avance sur les coureurs qui se sont déjà élancés.
Au passage de Mantes, après 48 km de course, Henri Pascaud est en tête de la course. Arrivé au point de contrôle à 11 h 40, il devance le Britannique John Thomas Johnson de seulement cinq minutes. À 11 h 45, Pierre Bellay, membre du Véloce Club de Lyon et qui s'est élancé dans le deuxième départ, se présente au contrôle, ce qui signifie qu'il a déjà rattrapé son retard, tout comme les Britanniques James Moore, arrivé à 11 h 46 et Hinton Shand, arrivé deux minutes plus tard. La première femme, « Miss America », est pointée en quarantième position, à près de deux heures de la tête de course.
Au contrôle du Vaudreuil, après 98 km, l'ordre des coureurs a sensiblement évolué. James Moore passe en tête devant Castéra et Bobillier, tandis que Pascaud a reculé à la quatrième place. Déjà plusieurs concurrents semblent épuiser, à l'image de John Thomas Johnson, pointé au cinquième rang et qui reconnaît ne pas s'être suffisamment alimenté depuis le départ. Le chef de gare de la localité lui offre du vin chaud, comme à plusieurs autres concurrents.
La compétition se poursuit alors que la nuit tombe. Dans un café situé devant l'église Saint-Paul de Rouen, des membres du Véloce Club Rouennais, mis à la disposition des organisateurs, attendent les premiers concurrents. James Moore se présente à 18 h 10, soit 10 h 40 après son départ de Paris, et remporte la course à une vitesse moyenne avoisinant les 12 km/h. André Castéra et Jean Bobillier, arrivés quinze minutes plus tard, réclament aux organisateurs d'être classés ex æquo, tout en acceptant de se partager à l'amiable le deuxième et le troisième prix. Le Britannique Hinton Shand, neuvième de la course, doit parcourir à pied les sept derniers kilomètres du parcours après avoir brisé son bicycle contre un amas de pierre en bord de route. Au total, 32 coureurs franchissent la ligne d'arrivée dans le délai imparti de 24 h, dont Miss America, la seule femme à terminer l'épreuve, et qui reçoit pour la circonstance un prix spécial. Un trente-troisième coureur, Fortin, arrive hors délai le lundi matin, à 8 h 30.

## Classement final
| Rang | Cycliste                  | Pays        | Temps    |
| ---- | ------------------------- | ----------- | -------- |
| 1    | James Moore               | Royaume-Uni | 10 h 40  |
| 2    | Jean-Eugène-André Castéra | France      | + 15 min |
| 2    | Jean Bobillier            | France      | + 15 min |
| 4    | Henri Pascaud             | France      | + 1 h 15 |
| 5    | Félix-Gaston Biot         | France      | + 1 h 39 |
| 6    | Georges Cantellauve       | France      | + 2 h 54 |
| 7    | Édouard-Charles Bon       | France      | + 3 h 5  |
| 8    | John Thomas Johnson       | Royaume-Uni | + 3 h 40 |
| 9    | Hinton Shand              | Royaume-Uni | + 4 h 33 |
| 10   | Eugène Meyer              | France      | + 4 h 43 |

## Bilan et postérité

### Réactions et retombées
Si la préparation et le déroulement de l'épreuve sont largement mis en avant dans les colonnes du Vélocipède illustré, le journal organisateur, la presse nationale n'accorde que peu d'écho à l'évènement. Seuls Le Petit Journal le 9 novembre et Le National deux jours plus tard y consacrent une brève. Trois titres de la presse régionale normande évoquent également la course, à savoir Le Progrès de Rouen, Le Nouvelliste de Rouen et le Journal de Rouen, ce dernier étant d'ailleurs le seul à publier un classement général de la course, tandis que certaines gazettes parisiennes tournent l'épreuve en dérision.
Les fabricants de vélocipède profitent quant à eux de l'évènement pour mettre en avant leur produit, à l'image de Jean Suriray, qui équipe le vainqueur de la course, James Moore, et fait publier dans les jours qui suivent une publicité vantant sa machine dans plusieurs journaux.
Le 27 novembre suivant, un banquet réunissant les lauréats de la course, des représentants de l'industrie vélocipédique et des journalistes est organisé au café des Mille Colonnes, dans la galerie de Montpensier à Paris, grâce à la vente de bons de souscription organisée par le Véloce-Club de Paris.

### Un élan vélocipédiste stoppé par la guerre
Dans le sillage du premier Paris-Rouen, de nombreuses courses sont disputées au début de l'année 1870, le plus souvent en périphérie des grandes villes ainsi qu'en région parisienne. Les distances proposées aux coureurs sont bien plus courtes qu'entre Paris et Rouen, à l'image du Tour de Paris disputé le 2 janvier sur 34 km. La région toulousaine voit apparaître de nombreuses épreuves, comme Toulouse-Castanet, à laquelle participe le pionnier de l'aviation Clément Ader, ou Toulouse-Villefranche-de-Lauragais et retour, remportée le 15 mai par le gymnaste Jules Léotard. Pour autant, le déclenchement de la guerre franco-allemande au mois de juillet 1870 brise cet élan. Les coureurs professionnels français sont mobilisés et rejoignent les rangs de l'armée, tandis que James Moore sert au sein du groupe des ambulanciers du 1er arrondissement.
Interrompu en France, le développement de la vélocipédie se poursuit au Royaume-Uni, tant sur la route que sur la piste, ainsi qu'en Italie où une première course sur route est organisée sur 35 km entre Florence et Pistoia et remportée par un jeune coureur américain, Rynner Van Heste.

### Postérité
Le souvenir de cette première course d'endurance de ville à ville est plusieurs fois évoqué. Le 12 mai 1969, l'édition annuelle de Paris-Rouen est transformée en une course commémorative sous l'impulsion du « Comité d'organisation du centenaire de Paris-Rouen ». Réunissant 106 participants, elle est remportée par Régis Delépine. Du 9 au 11 novembre 2019, une reconstitution est organisée pour célébrer le 150e anniversaire, à laquelle participe une vingtaine d'amateurs de vélocipèdes, parmi lesquels le journaliste Gérard Holtz.